# 4 Brygada Artylerii Polowej (austro-węgierska)
4 Brygada Artylerii Polowej (4. Art.-Brig., 4. FABrig.) – brygada artylerii polowej cesarskiej i królewskiej Armii.
W 1914 roku komenda brygady mieściła się w Budapeszcie na terytorium 4 Korpusu.
Organizacja pokojowa brygady w 1914 roku:
- Pułk Armat Polowych Nr 10,
- Pułk Armat Polowych Nr 11,
- Pułk Armat Polowych Nr 12,
- Pułk Haubic Polowych Nr 4,
- Dywizjon Ciężkich Haubic Nr 4,
- Dywizjon Artylerii Konnej Nr 4[1].

## Komendanci brygady
- płk Joseph von Eschenbacher (1887[2] – )
- płk Adalbert von Felix (1914[1])